# Sigurður Eggerz
Sigurður Eggerz (Borðeyri, 1º marzo 1875 – Reykjavík, 16 novembre 1945) è stato un politico islandese.
È stato Primo ministro dell'Islanda per due periodi, dal luglio 1914 al maggio 1915 e dal marzo 1922 al marzo 1924.